# 梅哈特普尔巴斯德赫拉
梅哈特普尔巴斯德赫拉（Mehatpur Basdehra），是印度喜马偕尔邦Una县的一个城镇。总人口8686（2001年）。

## 人口
该地2001年总人口8686人，其中男性4653人，女性4033人；0—6岁人口1224人，其中男660人，女564人；识字率66.29%，其中男性为70.08%，女性为61.91%。